# Once (phim)
Once là một bộ phim nhạc kịch của Ireland phát hành năm 2007, được viết và đạo diễn bởi John Carney. Lấy bối cảnh tại Dublin thuộc Cộng hòa Ireland, bộ phim do hai nhạc công Glen Hansard và Markéta Irglová thủ vai chính. Cả hai trước đó từng cùng nhau trình diễn dưới nghệ danh The Swell Season, đều sáng tác và trình bày tất cả bài hát gốc trong phim.
Thực hiện với kinh phí chỉ 112.000 euro (150.000 đô-la Mỹ), phim là một thành công lớn, khi thu về trung bình lợi nhuận phòng vé cao tại Hoa Kỳ. Phim còn được các nhà phê bình đánh giá cao và giành nhiều giải thưởng như giải Independent Spirit Award cho "Phim nước ngoài xuất sắc nhất". Nhạc phẩm "Falling Slowly" của Hansard và Irglová còn thắng Giải Oscar cho ca khúc trong phim hay nhất năm 2007, với phần nhạc phim nhận được một đề cử giải Grammy.

## Nội dung
Một người hát rong trạc 30 tuổi người Dublin ("Chàng trai", do Glen Hansard thủ vai) hát và chơi guitar trên Đường Grafton, một con phố mua sắm tại Dublin. Anh phải vật lộn với nhiều gian nan để biểu diễn trên phố. Bị âm nhạc của anh làm cho quyến rũ, một cô gái cầm giỏ bán hoa nhập cư vô danh trẻ tuổi người Cộng hòa Séc ("Cô gái", do Markéta Irglová thủ vai) bắt chuyện về bài hát của anh. Mừng rỡ khi biết anh có thể sửa chiếc Hoover (một nhãn hiệu máy hút bụi tại Anh Quốc và Ireland), cô nài nỉ anh sửa lại chiếc máy đã hư của cô.
Ngày hôm sau cô trở lại cùng chiếc máy hút bụi và tiết lộ mình cũng là một nhạc công. Tại một cửa hàng nhạc cụ mà cô hay đến chơi dương cầm, anh dạy cô chơi một trong những bài hát của anh ("Falling Slowly"); họ chơi nhạc và hát cùng nhau. Anh mời cô đến cửa hiệu của cha mình để sửa chiếc máy; trên chuyến xe buýt, anh trả lời câu hỏi của cô về nội dung của các bài hát: một người bạn gái lâu năm đã lừa dối anh rồi bỏ đi ("Broken Hearted Hoover Fixer Sucker Guy").
Tại cửa hàng, cô gặp cha của anh (Bill Hodnett). Chàng trai dẫn Cô gái đến phòng mình, nhưng khi anh xin cô nán lại một đêm, cô cảm thấy bị xúc phạm và bỏ về. Ngày hôm sau, cả hai nhanh chóng làm lành, khi họ háo hức sáng tác, diễn tập và thu âm nhiều bài hát trong tuần. Cô gái tập lại lời một bài hát của Chàng trai (cô đặt tên là "If You Want Me"), tự hát lại lúc đi trên đường hay tại một bữa tiệc, khi mọi người trình bày tung hứng (có bao gồm "Gold").
Cả hai tiếp tục tán tỉnh nhau. Chàng trai cứ nghĩ và sáng tác ("Lies") về cô bạn gái cũ (Marcella Plunkett), người đã dời đến Luân Đôn. Cô gái thúc giục anh giành lại cô ấy. Được Cô gái mời về dùng bữa tối, Chàng trai biết được cô đã có một đứa con còn chập chững (Kate Haugh) và sống cùng mẹ (Danuse Ktrestova). Khi anh quyết định dời đến Luân Đôn, anh muốn thực hiện một bản thu thử các bài hát của mình và nhờ Cô gái thu âm nó cùng mình. Họ xoay xở tiền bạc và dành thời gian tại phòng thu.

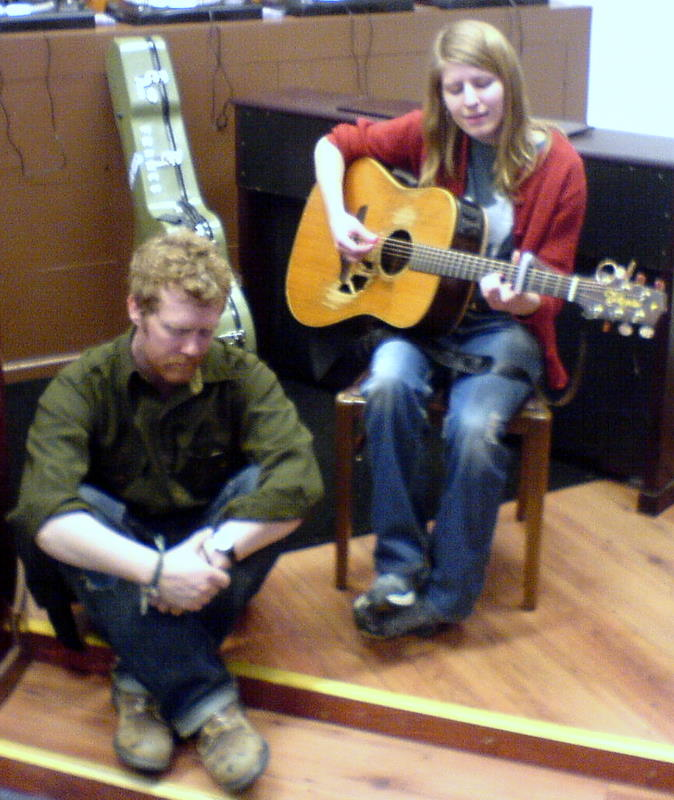
Glen Hansard và Markéta Irglová.

Anh biết được cô đã kết hôn với một người chồng tại Cộng hòa Séc. Khi Chàng trai hỏi liệu cô còn yêu chồng mình không, cô trả lời bằng tiếng Séc "Miluju tebe", nhưng bẽn lẽn từ chối dịch lại những gì mình nói (cho dù không được dịch trong phim, cụm từ trên có nghĩa là "Anh mới là người tôi yêu."). Sau khi tái lập một ban nhạc cùng những người hát rong khác (Gerard Hendrick, Alaistair Foley, Hugh Walsh), họ nhanh chóng gây được ấn tượng từ kỹ sư thu âm Eamon (Geoff Minogue) với bài hát đầu tiên ("When Your Mind's Made Up"). Trong giờ nghỉ vào buổi sáng hôm đó, Cô gái tìm thấy một chiếc đàn dương cầm trong phòng thu trống và chơi một trong những sáng tác của cô ("The Hill"). Khi Chàng trai hỏi Cô gái đến Luân Đôn cùng anh, cô đùa bỡn trước khi cả hai quay về thực tại.
Sau khi hoàn thành buổi thu âm suốt đêm, họ đi bộ về nhà. Trước khi chia tay, Cô gái tiết lộ mình đã nói chuyện với chồng và anh ta sẽ đến ở cùng cô tại Dublin. Chàng trai hỏi cô liệu có thể ở cùng anh một đêm cuối ở Dublin hay không; cô gái cho rằng mọi chuyện rồi sẽ "hanky-panky", nghĩa là một "ý tưởng tồi", nhưng sau đó lại đồng ý khi Chàng trai nài nỉ. Sau cùng, anh không thể tìm được cô ấy để nói lời từ biệt trước chuyến bay. Chàng trai chơi bản thu thử cho cha mình, người gửi tiền cho anh để định cư tại Luân Đôn. Trước khi đến sân bay, Chàng trai mua tặng Cô gái một chiếc đàn dương cầm và đặt chuyển phát đến nhà của cô, sau đó gọi lại cho bạn gái cũ, người mừng rỡ vì anh sắp đến cùng cô. Chồng của Cô gái (Senan Haugh) sau cùng đến Dublin và đoàn tụ cùng cô.

## Diễn viên chính
- Glen Hansard trong vai Chàng trai
- Markéta Irglová trong vai Cô gái
- Hugh Walsh trong vai người chơi trống
- Gerard Hendrick trong vai guitar chính
- Alaistair Foley trong vai người chơi bass
- Geoff Minogue trong vai Eamon
- Bill Hodnett trong vai cha của Chàng trai
- Danuse Ktrestova trong vai mẹ của Cô gái
- Darren Healy trong vai kẻ nghiện ma túy
- Mal Whyte trong vai Bill
- Marcella Plunkett trong vai người bạn gái cũ
- Niall Cleary trong vai Bob
- Wiltold Owski trong vai người đàn ông xem TV
- Krzysztos Tlotka trong vai người đàn ông xem TV
- Tomek Glowacki trong vai người đàn ông xem TV
- Keith Byrne trong vai chàng trai trong tiệm nhạc cụ

## Sản xuất

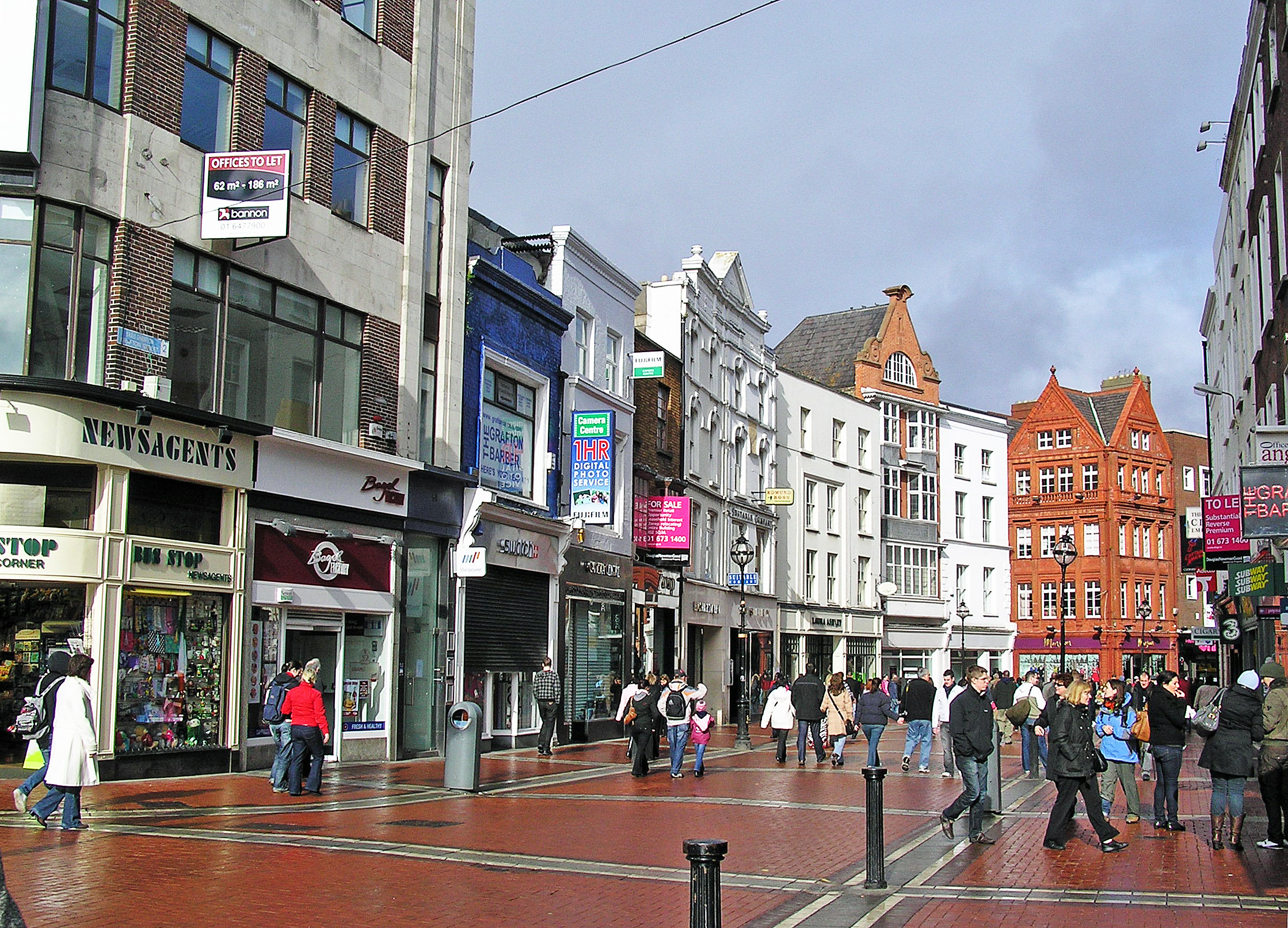
Cảnh hát rong của Hansard được quay tại Đường Grafton.

Hai diễn viên chính, Hansard và Irglová, đều là những nhạc công chuyên nghiệp. Đạo diễn Carney, tay bass cũ trong ban nhạc The Frames của Hansard, đã nhờ người bạn lâu năm của mình để chia sẻ các giai thoại về người hát rong và sáng tác các bài hát cho phim, nhưng lại nhắm vai nam chính cho diễn viên Cillian Murphy, người từng là một nhạc công rock suýt ký được hợp đồng trước khi chuyển sang diễn xuất. Murphy cũng suýt là một trong những nhà sản xuất của phim nhưng đã từ chối diễn xuất cùng Irglová (Irglová sinh 28 tháng 2 năm 1988, lúc đó chỉ mới 17 tuổi) và cảm thấy không đủ khả năng trình bày các bài hát có quãng rộng của Hansard. Các nhà sản xuất phim và nguồn tài chính khác cũng lên tiếng từ chối. Carney sau đó nhờ Hansard, người từng duy nhất thủ vai phụ của nhạc công Outspan Foster trong bộ phim năm 1991 The Commitments. Hansard ban đầu từ chối, sợ mình không thể thực hiện được nhưng sau khi ước định liên quan toàn phần trong giai đoạn thực hiện một dự án phim kinh phí thấp và thân tình, anh đã đồng ý.
Phim được sản xuất với một số tiền nhỏ, khoảng 75% kinh phí được Bord Scannán na hÉireann (The Irish Film Board) đầu tư với một phần tiền của chính Carney. Đạo diễn gửi lương của mình cho hai diễn viên chính và hứa sẽ trả một phần tiền cuối cùng cho mọi người nếu phim thành công. Ghi hình với đoàn làm phim trong 17 ngày, các nhà làm phim phải tiết kiệm chi phí bằng việc sử dụng ánh sáng tự nhiên và quay tại nhà của bạn bè. Cảnh tiệc tùng âm nhạc được quay tại căn hộ của Hansard, với những người bạn riêng của anh trong vai những nhạc công và người dự tiệc—mẹ của anh, Catherine Hansard, cũng tham gia đơn ca ngắn. Các cảnh đường phố tại Dublin được quay mà không xin phép; vì được quay bằng ống máy dài nên không nhiều người nhận ra họ đang làm phim. Ống máy dài cũng giúp các diễn viên không chuyên thư giãn và quên đi chiếc máy quay, với nhiều đoạn thoại được họ ứng khẩu, như trong cảnh quay nhân vật Cô gái nói tiếng Séc cùng Chàng trai, Hansard cũng không biết cô ấy đang nói gì và phản ứng một cách tự nhiên.
Trong khi ghi hình, Carney có dự đoán về tình cảm diễn ra giữa hai diễn viên chính, gọi Hansard và Irglová là Bogart và Bacall của anh. Cả hai trở thành người tình của nhau ngoài đời thực, cùng nhau tham gia lưu diễn quảng bá dọc Bắc Mỹ và sống cùng nhau trong căn hộ ở Dublin của Hansard. Hansard, người trạc 40 tuổi, biết đến Irglová 6 năm trước khi thực hiện phim và cứ "bảo mình rằng cô ấy chỉ là một đứa trẻ" khi Irglová chỉ mới 19 tuổi trong thời gian đóng phim. Sau đó, Hansard khẳng định họ không còn là một cặp nữa, khi "chỉ là những người bạn tốt". Hansard và Irglová đều khá hài lòng với cái kết của hai nhân vật chính. Hansard từng chia sẻ "Có một nhà phân phối Hoa Kỳ đổi cái kết và muốn chúng tôi hôn nhau, tôi không hề có hứng thú thực hiện và quảng bá nó chút nào". Cả hai đều khẳng định mình không muốn theo đuổi nghiệp diễn viên và đã nhận lại vai diễn này trong tập phim "In the Name of the Grandfather" của The Simpsons.

## Âm nhạc
Album nhạc phim được phát hành ngày 22 tháng 5 năm 2007 tại Hoa Kỳ và tại Ireland vào 4 ngày sau đó. Một phiên bản tuyển chọn được phát hành ngày 4 tháng 12 năm 2007 tại Hoa Kỳ với 2 bài hát bổ sung và một DVD đính kèm với những màn trình diễn trực tiếp và phỏng vấn về bộ phim. Các bài hát bổ sung là hai phiên bản thể hiện lại của Van Morrison: "And the Healing Has Begun" của Hansard và "Into the Mystic" của Hansard và Irglová.
Các phiên bản khác nhau của những bài hát xuất hiện trong phần nhạc phim từng được phát hành vào năm 2006 trong các album trước đây của The Frames (The Cost) và Hansard cùng Irglová (The Swell Season). Một phiên bản cũ của bài hát "Say It to Me Now" xuất hiện từ album năm 1995 của The Frames Fitzcarraldo. "All the Way Down" xuất hiện lần đầu trong album cùng tên của nhạc công The Cake Sale do Gemma Hayes góp giọng. Bài hát "Gold" được viết bởi ca sĩ kiêm sáng tác nhạc người Ireland Fergus O'Farrell và được Interference trình bày.

### Tiếp nhận
Album mở đầu tại Irish Albums Chart ở vị trí thứ 20, vươn đến vị trí thứ 15 trong tuần kế đến. Sau khi giành giải Oscar, album đạt ngôi đầu bảng, trong khi "Falling Slowly" vươn đến ngôi Á quân. Tại Hoa Kỳ, album đạt đến vị trí thứ 10 trên Billboard Albums Soundtracks, thứ 27 trên Billboard 200, đạt ngôi Á quân trên Soundtracks Chart và vị trí thứ 4 trên Independent Chart.
Tại giải Grammy 2008, phần nhạc phim nhận được một đề cử cho "Album nhạc phim xuất sắc nhất", giành Giải của Hội phê bình phim Los Angeles cho Âm nhạc xuất sắc nhất và xếp thứ 2 trong danh sách "25 album nhạc phim kinh điển mới (1983–2008)" của Entertainment Weekly. Bài hát "Falling Slowly" được đề cử cho "Ca khúc thuộc thể loại phim điện ảnh, truyền hình hoặc các phương tiện truyền thông" (để lỡ về tay "Love You I Do") và thắng Giải Oscar cho ca khúc trong phim hay nhất. Việc đề cử bài hát này cho giải Oscar từng gây ra tranh cãi, vì nó từng xuất hiện vào năm 2006 trong một CD do ban nhạc The Frames phát hành, cũng như trong phim Beauty in Trouble và được biểu diễn bởi cặp đôi này trong một số buổi biểu diễn ở châu Âu. Viện Hàn lâm kết luận vì bài hát được sáng tác riêng cho bộ phim và việc xuất hiện ở nơi công cộng trước đây, trong thời gian bộ phim đang được quay, với số lượng không đáng kể nên vẫn đủ tư cách đề cử.

### Danh sách bài hát
Tất cả các ca khúc được viết bởi Glen Hansard, ngoại trừ nơi được ghi chú.
| STT | Nhan đề                                                              | Performer(s)                    | Thời lượng |
| --- | -------------------------------------------------------------------- | ------------------------------- | ---------- |
| 1.  | "Falling Slowly" (Glen Hansard, Markéta Irglová)                     | Glen Hansard và Markéta Irglová | 4:04       |
| 2.  | "If You Want Me" (Irglová)                                           | Irglová và Hansard              | 3:48       |
| 3.  | "Broken Hearted Hoover Fixer Sucker Guy"                             | Hansard                         | 0:53       |
| 4.  | "When Your Mind's Made Up"                                           | Hansard và Irglová              | 3:41       |
| 5.  | "Lies" (Hansard, Irglová)                                            | Hansard và Irglová              | 3:59       |
| 6.  | "Gold" (Fergus O'Farrell)                                            | Interference                    | 3:59       |
| 7.  | "The Hill" (Irglová)                                                 | Irglová                         | 4:35       |
| 8.  | "Fallen from the Sky"                                                | Hansard                         | 3:25       |
| 9.  | "Leave"                                                              | Hansard                         | 2:46       |
| 10. | "Trying to Pull Myself Away"                                         | Hansard                         | 3:36       |
| 11. | "All the Way Down"                                                   | Hansard                         | 2:39       |
| 12. | "Once"                                                               | Hansard and Irglová             | 3:39       |
| 13. | "Say It to Me Now"                                                   | Hansard                         | 2:35       |
| 14. | "And the Healing Has Begun" (Van Morrison, chỉ phiên bản tuyển chọn) | Hansard                         | 5:19       |
| 15. | "Into the Mystic" (Morrison, chỉ phiên bản tuyển chọn)               | Hansard và Irglová              | 4:21       |

## Phát hành
Một phiên bản thô của phim được Galway Film Fleadh duyệt vào ngày 15 tháng 7 năm 2006, nhưng sau đó bị nhiều liên hoan phim châu Âu uy tín từ chối. Dù vậy, khi đã hoàn thành, phim giành được một chân tại Liên hoan phim Sundance ngày 20 tháng 1 năm 2007 và Liên hoan phim Dublin vào tháng 2 năm 2007.
Phim được trình chiếu tại rạp ở Ireland vào ngày 23 tháng 3 năm 2007, sau đó được phát hành giới hạn tại Hoa Kỳ vào ngày 16 tháng 5 năm 2007. Sau hai tuần phát hành tại Hoa Kỳ và Canada, phim dẫn đầu bảng xếp hạng phòng vé indieWIRE với gần 31.000 USD thu về ở mỗi địa điểm. Tính đến ngày 28 tháng 3 năm 2009, Once thu về gần 9.5 triệu đô-la Mỹ tại Bắc Mỹ và hơn 20 triệu đô-la Mỹ trên toàn cầu.
Once được phát hành trên DVD tại Hoa Kỳ vào ngày 18 tháng 12 năm 2007, và tại Anh Quốc ngày 25 tháng 2 năm 2008, với định dạng Blu-ray ngày 16 tháng 2 năm 2009. Phim được phát hành độc quyền trên Amazon với định dạng Blu-ray ngày 1 tháng 4 năm 2014.

### Đánh giá chuyên môn
Once nhận được những lời tán thưởng từ phía các nhà phê bình điện ảnh. Trên trang mạng Rotten Tomatoes, phim nhận được 97% đánh giá tích cực, cùng số điểm trung bình 8.3/10, với dòng nhận xét "Một câu chuyện duyên dáng và quyến rũ về tình yêu và âm nhạc, Once đã nâng cao chuẩn mực cho dòng phim nhạc kịch đương đại. Cùng phong cảnh của Dublin, Once cũng hài hước và tươi mới". Phim còn đạt mức "tán dương rộng rãi" trên trang Metacritic với số điểm 88/100. Steven Spielberg cho rằng Once "cho tôi đủ cảm hứng để trụ vững năm còn lại".
Trong lần phát hành vào tháng 3 năm 2007 tại Ireland, Caroline Hennessy từ RTÉ cho phim 4/5 sao và gọi đây là "một báu vật không ngờ đến", đồng thời đề cao phần diễn xuất và âm nhạc của hai diễn viên chính, cho rằng họ "trang trải bản thân tốt ở cả hai vai trò". Michael Dwyer từ The Irish Times gọi phim "lôi cuốn một cách không cưỡng lại được" và đề bật việc "Carney nêu rõ vấn đề mà không thực hiện quá sức". 2 tháng sau đó, Ebert & Roeper, Richard Roeper và Michael Phillips đều cho những phản hồi tích cực. Phillips gọi đây là "điều quyến rũ nhất mà tôi từng xem trong cả năm", "Brief Encounter của thế kỷ 21", là bộ phim nhạc kịch yêu thích nhất của anh kể từ Stop Making Sense 1984 và cho rằng "Đây có thể là bộ phim nhạc kịch xuất sắc nhất của thế hệ".
Trong hai lần công chiếu tại Liên hoan Phim vào năm 2007, phim đều giành giải thưởng của khán giả. Phim tiếp tục giành giải Independent Spirit Award cho "Phim nước ngoài xuất sắc nhất". Năm 2008, phim xếp thứ 3 trong danh sách "25 phim lãng mạn xuất sắc nhất trong 25 năm gần đây".
Nhiều nhà phê bình điện ảnh Bắc Mỹ liệt phim vào danh sách phim xuất sắc của năm:
| - Vị trí thứ 1 - Michael Phillips, The Chicago Tribune - Vị trí thứ 1 - Nathan Rabin, The A.V. Club - Vị trí thứ 2 - David Germain, Associated Press - Vị trí thứ 2 - Kevin Crust, Los Angeles Times - Vị trí thứ 2 - Kyle Smith, New York Post - Vị trí thứ 2 - Shawn Levy, The Oregonian - Vị trí thứ 2 - Roger Moore, The Orlando Sentinel - Vị trí thứ 2 - Robert Butler, Kansas City Star - Vị trí thứ 2 - Paste Magazine - Vị trí thứ 3 - Christy Lemire, Associated Press - Vị trí thứ 3 - Tasha Robinson, The A.V. Club - Vị trí thứ 3 - Andrew Gray, Tribune Chronicle | - Vị trí thứ 3 - Sean Means, Salt Lake Tribune - Vị trí thứ 4 - Keith Phipps, The A.V. Club - Vị trí thứ 4 - Christopher Kelly, Star Telegram - Vị trí thứ 5 - Ann Hornaday, The Washington Post - Vị trí thứ 5 - Desson Thomson, The Washington Post - Vị trí thứ 5 - Noel Murray, The A.V. Club - Vị trí thứ 6 - Ella Taylor, LA Weekly - Vị trí thứ 6 - Nick Digilio, WGN-AM - Vị trí thứ 7 - Claudia Puig, USA Today - Vị trí thứ 7 - Dana Stevens, Slate - Vị trí thứ 7 - Scott Tobias, The A.V. Club - Vị trí thứ 7 - Scott Mantz, Access Hollywood | - Vị trí thứ 7 - Craig Outhier, Orange County Register - Vị trí thứ 8 - Liam Lacey and Rick Groen, The Globe and Mail - Vị trí thứ 8 - Owen Gleiberman, Entertainment Weekly - Vị trí thứ 8 - Stephanie Zacharek, Salon - Vị trí thứ 9 - Joe Morgenstern, The Wall Street Journal - Vị trí thứ 9 - Michael Rechtshaffen, The Hollywood Reporter - Vị trí thứ 9 - Richard Roeper, At the Movies with Ebert & Roeper - Vị trí thứ 9 - Kenneth Turan, Los Angeles Times - Vị trí thứ 9 - Carina Chocano, Los Angeles Times - Vị trí thứ 9 - James Verniere, Boston Herald - Vị trí thứ 10 - Bob Mondello, NPR - Vị trí thứ 10 - Peter Vonder Haar, Film Threat |

## Chuyển thể sân khấu
Phim được chuyển thể thành vở nhạc kịch Once, xuất hiện lần đầu tại New York Theatre Workshop ngày 6 tháng 11 năm 2011. Kịch bản được chuyển thể bởi Enda Walsh và được đạo diễn sản xuất bởi John Tiffany.
Vào tháng 2 năm 2012, vở nhạc kịch được chuyển sang nhà hát Bernard B. Jacobs Theatre của Broadway, được mở màn từ ngày 18 tháng 3 năm 2012. Được đạo diễn bởi John Tiffany, dàn diễn viên bao gồm Steve Kazee trong vai Chàng trai và Cristin Milioti trong vai Cô gái cùng bối cảnh và trang phục do Bob Crowley đảm nhận. Chương trình nhận được những phản hồi tích cực, khi The Outer Critics' Circle, Drama League, The New York Drama Critics' Circle và The Tony Awards đều liệt Once là "Vở nhạc kịch xuất sắc nhất".
Phần sản xuất phiên bản Broadway của Once được đề cử cho 11 Giải Tony, bao gồm "Nhạc kịch xuất sắc nhất", "Nam chính xuất sắc nhất" (Steve Kazee), "Nữ chính xuất sắc nhất" (Cristin Milioti), "Nữ diễn viên góp mặt xuất sắc nhất" và "Chỉ đạo xuất sắc nhất". Ngày 10 tháng 6 năm 2012, phim giành 8 giải Tony, có bao gồm "Nhạc kịch xuất sắc nhất", "Chỉ đạo xuất sắc nhất", "Nam chính xuất sắc nhất" và "Kịch bản xuất sắc nhất".